# Менженін-Кольонія
Менженін-Кольонія (пол. Mężenin-Kolonia) — село в Польщі, у гміні Плятерув Лосицького повіту Мазовецького воєводства.
Населення — 137 осіб (2011).
У 1975-1998 роках село належало до Білопідляського воєводства.

## Демографія
Демографічна структура станом на 31 березня 2011 року:
|          | Загалом | Допрацездатний вік | Працездатний вік | Постпрацездатний вік |
| -------- | ------- | ------------------ | ---------------- | -------------------- |
| Чоловіки | 67      | 11                 | 47               | 9                    |
| Жінки    | 70      | 14                 | 35               | 21                   |
| Разом    | 137     | 25                 | 82               | 30                   |